# Золотухино (Куньинский район)
Золотухино — деревня в Куньинском районе Псковской области России. Входит в состав Боталовской волости.
Расположена в 12 км к востоку от райцентра Кунья.
Численность населения 32 жителя (2000 год).